# Хигасититибу

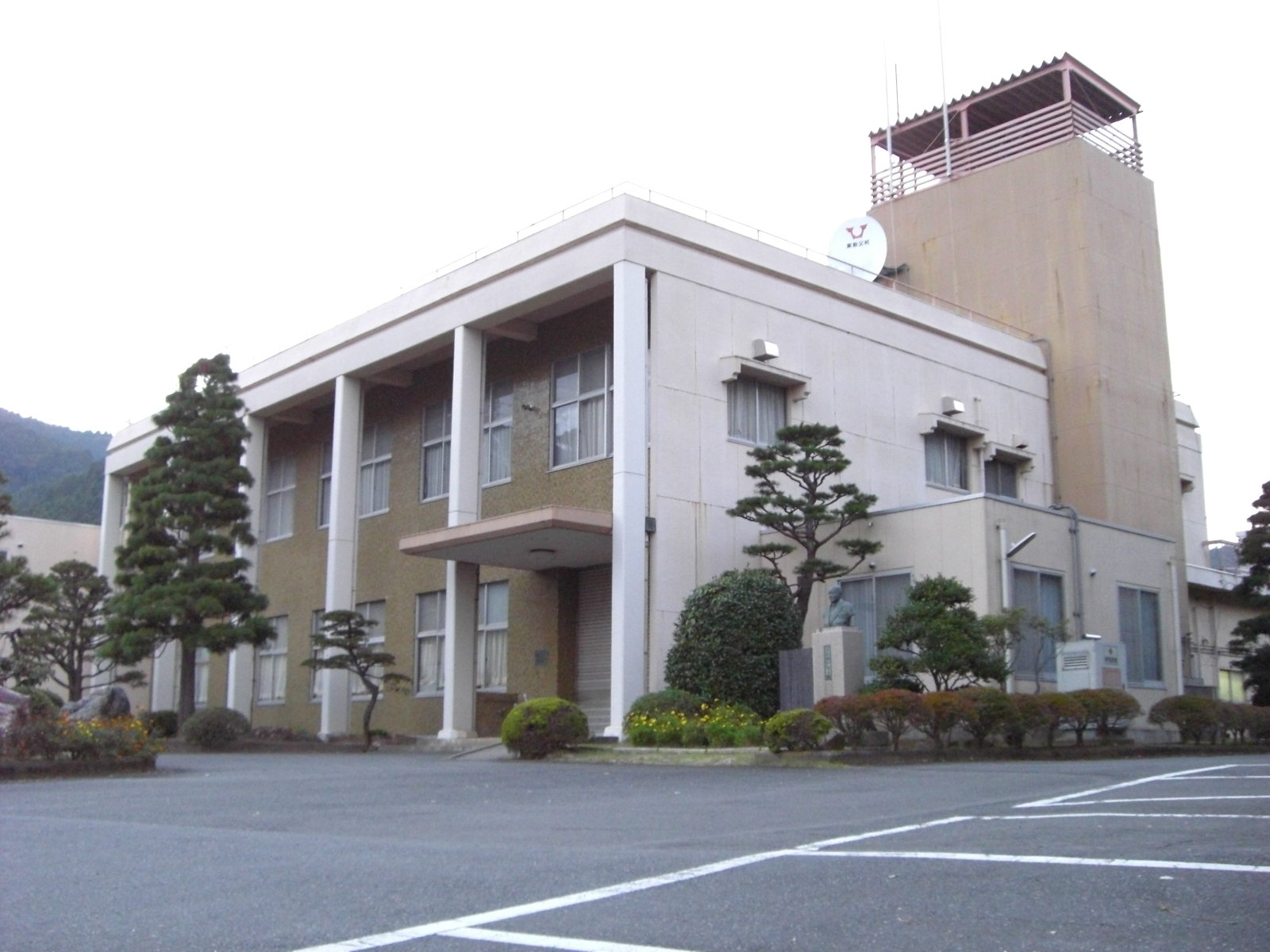
Мэрия села Хигасититибу

Хигасититибу (яп. 東秩父村 Хигасититибу-мура) — село в Японии, находящееся в уезде Титибу префектуры Сайтама. Площадь села составляет 37,17 км², население — 3058 человек (1 августа 2014), плотность населения — 82,27 чел./км².

## Географическое положение
Село расположено на острове Хонсю в префектуре Сайтама региона Канто. С ним граничат город Титибу и посёлки Огава, Токигава, Минано, Йории.

## Население
Население села составляет 3058 человек (1 августа 2014), а плотность — 82,27 чел./км². Изменение численности населения с 1980 по 2005 годы:
| 1980 | 4704 чел. |  |
| 1985 | 4593 чел. |  |
| 1990 | 4490 чел. |  |
| 1995 | 4323 чел. |  |
| 2000 | 4119 чел. |  |
| 2005 | 3795 чел. |  |

## Символика
Деревом села считается Zelkova serrata, цветком — рододендрон даурский, птицей — Cettia diphone.